# پاسکال ریچارد
پاسکال ریچارد (انگلیسی: Pascal Richard؛ زادهٔ ۱۶ مارس ۱۹۶۴) دوچرخه‌سوار اهل سوئیس است.
وی در مسابقات کشوری و بین‌المللی در مجموع برندهٔ ۲ مدال طلا، ۱ مدال نقره شده‌است.